# Seznam hlav států v roce 2023
V seznamu hlav států v roce 2023 jsou uvedeni nejvyšší představitelé všech nezávislých států, kteří vládli v roce 2023. Seznam je seřazen abecedně podle světadílů. Jsou zde uvedeny nejvyšší hlavy států (prezidenti, králové, atd.) a předsedové vlád (pokud taková funkce existuje), případně i další významné státní funkce (typicky generální guvernér zastupující britského krále nebo faktické hlavy států, pokud se liší od nominálních hlav).
V seznamu je uvedeno i několik území se sporným mezinárodním postavením, která jsou de facto nezávislá, de iure jsou ale součástí některého jiného státu.

## Afrika
| Název státu                  | Státní vlajka | Hlava státu | Předseda vlády |
| ---------------------------- | ------------- | --- | --- |
| Alžírsko                     |               | prezident Abdal Madžíd Tabbúni | Ajman bin Abd ar-Rahmán (do 11. 11.) Nadir Larbaoui (od 11. 11.)                                                          |
| Angola                       |               | prezident João Lourenço | João Lourenço |
| Benin                        |               | prezident Patrice Talon | Patrice Talon |
| Botswana                     |               | prezident Mokgweetsi Masisi | Mokgweetsi Masisi |
| Burkina Faso                 |               | prozatímní prezident Ibrahim Traoré | Appolinaire Joachim Kyelem de Tambela                                                                                     |
| Burundi                      |               | prezident Évariste Ndayishimiye | Gervais Ndirakobuca |
| Čad                          |               | předseda Přechodné vojenské rady Mahamat Déby | Mahamat Déby |
| DR Kongo                     |               | prezident Félix Tshisekedi | Jean-Michel Sama Lukonde                                                                                                  |
| Džibutsko                    |               | prezident Ismaïl Omar Guelleh | Abdoulkader Kamil Mohamed                                                                                                 |
| Egypt                        |               | prezident Abd al-Fattáh as-Sísí | Mustafa Madbúlí |
| Eritrea                      |               | prezident Isaias Afwerki | Isaias Afwerki |
| Etiopie                      |               | prezidentka Sahle-Work Zewdeová | Abiy Ahmed |
| Gabon                        |               | prezident Ali Bongo Ondimba (do 30. 8. sesazen) Předseda Výboru pro transformaci a obnovu institucí Brice lotaire Oligui Nguema (30. 8.- 4 .9.), prozatímní prezident (od 4. 9.)                     | Rose Christiane Rapondaová (do 10. 1.) Alain Claude Bilie-By-Nze (10. 1. - 30. 8., sesazen) Raymond Ndong Sima (od 7. 9.) |
| Gambie                       |               | prezident Adama Barrow | Adama Barrow |
| Ghana                        |               | prezident Nana Akufo-Addo | Nana Akufo-Addo |
| Guinea                       |               | dočasný prezident Mamady Doumbouya | Bernard Goumou |
| Guinea-Bissau                |               | prezident Umaro Sissoco Embaló | Nuno Gomes Nabiam (do 20. 12.) Rui Duarte de Barros (od 20. 12.)                                                          |
| Jihoafrická republika        |               | prezident Cyril Ramaphosa | Cyril Ramaphosa |
| Jižní Súdán                  |               | prezident Salva Kiir Mayardit | Salva Kiir Mayardit |
| Kamerun                      |               | prezident Paul Biya | Joseph Ngute |
| Kapverdy                     |               | prezident José Maria Neves | Ulisses Correia e Silva                                                                                                   |
| Keňa                         |               | prezident William Ruto | William Ruto |
| Komory                       |               | prezident Azali Assoumani | Azali Assoumani |
| Lesotho                      |               | král Letsie III. | Sam Matekane |
| Libérie                      |               | prezident George Weah | George Weah |
| Libye                        |               | předseda poslanecké sněmovny Akila Sálih Ísápředseda Prezidentské rady Muhammad Younes Menfi | Abdal Hamíd Dbaíbá (předseda vlády Vrchní revoluční rady)                                                                 |
| Madagaskar                   |               | prezident Andry Rajoelina (do 9. 9., rezignoval) dočasný prezident Christian Ntsay (9. 9.- 27. 10.) dočasný prezident Richard Ravalomanana (27. 10.- 16. 12.) prezident Andry Rajoelina (od 16. 12.) | Christian Ntsay |
| Malawi                       |               | prezident Lazarus Chakwera | Lazarus Chakwera |
| Mali                         |               | prozatímní prezident Assimi Goita | Choguel Maïga |
| Maroko                       |               | král Mohamed VI. | Azíz Achanúš |
| Mauricius                    |               | prezident Prithvirajsing Roopun | Pravind Jugnauth |
| Mauritánie                   |               | prezident Muhammad uld Ghazuání | Mohamed Ould Bilal |
| Mosambik                     |               | prezident Filipe Nyusi | Adriano Maleiane |
| Namibie                      |               | prezident Hage Geingob | Saara Kuugongelwa-Amadhila                                                                                                |
| Niger                        |               | prezident Mohamed Bazoum (do 28. 7., sesazen vojenským převratem) Předseda Národní rady pro ochranu vlasti Abdourahamane Tchiani (od 28. 7.)                                                         | Brigi Rafini (do 28. 7., sesazen vojenským převratem), funkce neobsazena Ali Lamine Zène (od 7. 8.)                       |
| Nigérie                      |               | prezident Muhammadu Buhari (do 29. 5.) prezident Bola Tinubu (od 29. 5.) | Muhammadu Buhari (do 29. 5.) Bola Tinubu (od 29. 5.)                                                                      |
| Pobřeží slonoviny            |               | prezident Alassane Ouattara | Patrick Achi (do 16. 10.) Robert Beugré Mambé (od. 16. 10)                                                                |
| Republika Kongo              |               | prezident Denis Sassou-Nguesso | Anatole Collinet Makosso                                                                                                  |
| Rovníková Guinea             |               | prezident Teodoro Obiang Nguema Mbasogo | Francisco Pascual Obama Asue (od 1. 2.) Manuela Roka Botey (od 1. 2.)                                                     |
| Rwanda                       |               | prezident Paul Kagame | Edouard Ngirente |
| Senegal                      |               | prezident Macky Sall | Amadou Ba |
| Seychely                     |               | prezident Wavel Ramkalawan | Wavel Ramkalawan |
| Sierra Leone                 |               | prezident Julius Maada Bio | Jacob Jusu Saffa (do 10. 7.) David Moinina Sengeh (od 10. 7.)                                                             |
| Somálsko                     |               | prezident Hasan Šejk Mohamúd | Hamza Abdi Barre |
| Středoafrická republika      |               | prezident Faustin-Archange Touadéra | Félix Moloua |
| Súdán                        |               | předseda Vysoké rady ozbrojených sil Abdal Fattáh Abdalrahmán Burhán | Osman Hussein |
| Svatý Tomáš a Princův ostrov |               | prezident Carlos VilaNova | Patrice Trovoada |
| Svazijsko                    |               | král Mswati III. | Cleopas Dlamini (do 28. 9.) Mgwagwa Gamedze (28. 9. - 3. 11.) Russell Dlamini (od 3. 11.)                                 |
| Tanzanie                     |               | prezidentka Samia Suluhu Hassanová | Kassim Majaliwa |
| Togo                         |               | prezident Faure Gnassingbé | Victoire Tomegah Dogbé |
| Tunisko                      |               | prezident Kaís Saíd | Najla Bouden Romdhaneová (do 1. 8.) Ahmad Hašání (od 1. 8.)                                                               |
| Uganda                       |               | prezident Yoweri Museveni | Robinah Nabbanja |
| Zambie                       |               | prezident Hakainde Hichilema | Hakainde Hichilema |
| Zimbabwe                     |               | prezident Emmerson Mnangagwa | Emmerson Mnangagwa |

## Asie
| Název státu             | Státní vlajka | Hlava státu | Předseda vlády |
| ----------------------- | ------------- | --- | --- |
| Afghánistán             |               | nejvyšší vůdce Hajbatulláh Achúndzáda | Muhammad Hasan Achund (do 17. 5., prozatímní) Abdul Kábir (17. 5. - 17. 7, prozatímní) Muhammad Hasan Achund (od 17. 7., prozatímní) |
| Arménie                 |               | prezident Vahagn Chačaturjan | Nikol Pašinjan |
| Ázerbájdžán             |               | prezident Ilham Alijev | Ali Asadov |
| Bahrajn                 |               | král Hamad bin Ísá Ál Chalífa | Salmán ibn Hamad Al Chalífa |
| Bangladéš               |               | prezident Abdul Hamid (do 24. 4.) prezident Mohammed Shahabuddin (od 24. 4.)                                                                   | Šajch Hasína Vadžídová |
| Bhútán                  |               | král Džigme Khesar Namgjel Wangčhug | Lotay Tshering (do 1.11.) Lyonpo Chogyal Dago Rigdzin (od 1.11., dočasný)                                                            |
| Brunej                  |               | sultán Hassanal Bolkiah | Hassanal Bolkiah |
| Čína                    |               | prezident Si Ťin-pching | Li Kche-čchiang (do 11. 3.) Li Čchiang (od 11. 3.)                                                                                   |
| Filipíny                |               | prezident Bongbong Marcos | Bongbong Marcos |
| Gruzie                  |               | prezidentka Salome Zurabišviliová | Irakli Garibašvili |
| Indie                   |               | prezidentka Draupadí Murmúová | Naréndra Módí |
| Indonésie               |               | prezident Joko Widodo | Joko Widodo |
| Irák                    |               | prezident Abdul Latif Rašíd | Muhammad Šía Súdání |
| Írán                    |               | duchovní vůdce (faktická hlava státu) Sajjid Alí Chameneí                                                                                      | prezident (nominální hlava státu) Ebráhím Raísí                                                                                      |
| Izrael                  |               | prezident Jicchak Herzog | Benjamin Netanjahu |
| Japonsko                |               | císař Naruhito | Fumio Kišida |
| Jemen                   |               | prezident Rašád Alím | Abdul Aziz Bin Habtour |
| Jižní Korea             |               | prezident Jun Sok-jol | Han Tok-su |
| Jordánsko               |               | král Abdalláh II. | Bišer Al-Khasawneh |
| Kambodža                |               | král Norodom Sihamoni | Hun Sen (do 22. 8.) Hun Manet (od 22. 8.)                                                                                            |
| Katar                   |               | emír Tamím bin Hamad Ál Thání | Sheikh Khalid ibn Khalifa ibn Abdul Aziz Al Thani (do 7. 3.) Sheikh Muhammad ibn Abdul Rahman Al Thani (od 7. 3.)                    |
| Kazachstán              |               | prezident Kasym-Žomart Kemeluly Tokajev | Alichan Smajlov |
| Kuvajt                  |               | emír Nawwáf al-Ahmad al-Džábir as-Sabáh (do 16. 12.) emír Mišal al-Ahmad al-Džábir as-Sabáh (od 16. 12.)                                       | Sheikh Ahmad Nawaf Al Ahmad Al Sabah                                                                                                 |
| Kyrgyzstán              |               | prezident Sadyr Žaparov | Akylbek Žaparov |
| Laos                    |               | prezident Thongloun Sisoulith | Sonexay Siphandone |
| Libanon                 |               | Nadžíb Míkátí (vykonává pravomoci prezidenta)                                                                                                  | Nadžíb Míkátí |
| Malajsie                |               | sultán Abdullah | Anwar Ibrahim |
| Maledivy                |               | prezident Ibráhím Muhammad Sulih (do 17. 11) prezident Mohamed Muizzu (od 17. 11.)                                                             | Ibráhím Muhammad Sulih(do 17. 11.) Mohamed Muizzu (od 17. 11.)                                                                       |
| Mongolsko               |               | prezident Uchnaagijn Chürelsüch | Luvsannamsraj Ojun-Erdene |
| Myanmar                 |               | prezident Myint Swe | Min Aun Hlain |
| Nepál                   |               | prezidentka Bidhjá Déví Bhandáríová (do 13. 3.) prezident Rám Čandra Poudel (od 13. 3.)                                                        | Pušpa Kamal Dahal |
| Omán                    |               | sultán Hajtham bin Tárik | Hajtham bin Tárik |
| Pákistán                |               | prezident Árif Alví | Šáhbáz Šaríf (do 14. 8.) Anwaar-ul-Haq Kakar (od 14. 8., dočasný)                                                                    |
| Saúdská Arábie          |               | král Salmán bin Abd al-Azíz | Muhammad bin Salmán |
| Severní Korea           |               | nejvyšší vůdce Kim Čong-un | Kim Tok Hun |
| Singapur                |               | prezidentka Halimah Yacobová (do 14. 9.) prezident Tharman Shanmugaratnam (od 14. 9.)                                                          | Lee Hsien Loong |
| Spojené arabské emiráty |               | prezident Muhammad ibn Zájid Ál Nahján | Muhammad bin Rášid Ál Maktúm |
| Srí Lanka               |               | prezident Ranil Vikremesinghe | Dinesh Gunawardene |
| Sýrie                   |               | prezident Bašár al-Asad | Husajn Arnús |
| Tádžikistán             |               | prezident Emomalii Rachmon | Kokhir Rasulzoda |
| Thajsko                 |               | král Ráma X. | Prajutch Čan-Oča (do 22 . 8.) Srettha Thavisin (od 22 . 8.)                                                                          |
| Turecko                 |               | prezident Recep Tayyip Erdoğan | Recep Tayyip Erdoğan |
| Turkmenistán            |               | prezident Serdar Berdimuhamedow | Serdar Berdimuhamedow |
| Uzbekistán              |               | prezident Shavkat Mirziyoyev | Abdulla Aripov |
| Vietnam                 |               | prezident Nguyễn Xuân Phúc (do 17 . 1., rezignace) dočasná prezidentka Dang Thi Ngoc Thinh (18. 1. – 2. 3.) prezident Vo Van Thuong (od 2. 3.) | Phạm Minh Chính |
| Východní Timor          |               | prezident José Ramos-Horta | Taur Matan Ruak (do 1. 7. 2023) Xanana Gusmão (od 1. 7. 2023)                                                                        |

## Evropa
| Název státu         | Státní vlajka | Hlava státu | Předseda vlády |
| ------------------- | ------------- | --- | --- |
| Albánie             |               | prezident Bajram Begaj | Edi Rama |
| Andorra             |               | Emmanuel Macron (zastupován Patrickem Strzodou) a spolukníže biskup Joan Enric Vives Sicília (zastupován Josepem Mariou Maurim)                                                                               | Xavier Espot Zamora |
| Belgie              |               | král Filip | Alexander De Croo |
| Bělorusko           |               | prezident Alexandr Lukašenko | Roman Golovčenko |
| Bosna a Hercegovina |               | předsednictvo: Željka Cvijanovićová (Srbka), Željko Komšić (Chorvat), Denis Bećirović (Bosňák) | Zoran Tegeltija (do 25. 1.) Borjana Krišto (od 25. 1.)                                                                                              |
| Bulharsko           |               | prezident Rumen Radev | Galab Donev (dočasný) (do 6. 6.) Nikolaj Denkov (od 6. 6.)                                                                                          |
| Černá Hora          |               | prezident Milo Đukanović (do 20. 5.) prezident Jakov Milatović (od 20. 5.) | Dritan Abazović (do 31. 10.) Milojko Spajić (od 31. 10.)                                                                                            |
| Česko               |               | prezident Miloš Zeman (do 8. 3.) prezident Petr Pavel (od 9. 3.) | Petr Fiala |
| Dánsko              |               | královna Markéta II. | Mette Frederiksenová |
| Estonsko            |               | prezident Alar Karis | Kaja Kallasová |
| Finsko              |               | prezident Sauli Niinistö | Sanna Marinová (do 20. 6.) Petteri Orpo (od 20. 6.)                                                                                                 |
| Francie             |               | prezident Emmanuel Macron | Élisabeth Borneová |
| Chorvatsko          |               | prezident Zoran Milanović | Andrej Plenković |
| Irsko               |               | prezident Michael D. Higgins | Leo Varadkar |
| Island              |               | prezident Guðni Thorlacius Jóhannesson | Katrín Jakobsdóttir |
| Itálie              |               | prezident Sergio Mattarella | Giorgia Meloniová |
| Kypr                |               | prezident Nikos Anastasiadis (od 28. 2.) prezident Níkos Christodúlídés (do 28. 2.) | Nikos Anastasiadis (od 28. 2.) Níkos Christodúlídés (do 28. 2.)                                                                                     |
| Lichtenštejnsko     |               | kníže Hans Adam II. a regent Alois z Lichtenštejna | Daniel Risch |
| Litva               |               | prezident Gitanas Nausėda | Ingrida Šimonytėová |
| Lotyšsko            |               | prezident Egils Levits (do 8. 7.) prezident Edgars Rinkēvičs (od 8. 7.) | Arturs Krišjānis Kariņš (do 15. 9.) Evika Siliňová (od 15. 9.)                                                                                      |
| Lucembursko         |               | velkovévoda Jindřich I. | Xavier Bettel (do 17. 11.) Luc Frieden (od 17. 11.)                                                                                                 |
| Maďarsko            |               | prezidentka Katalin Nováková | Viktor Orbán |
| Malta               |               | prezident George Vella | Robert Abela |
| Moldavsko           |               | prezidentka Maia Sanduová | Natalia Gavrilitsaová (do 16. 2.) Dorin Recean (od 16. 2.)                                                                                          |
| Monako              |               | kníže Albert II. | Pierre Dartout |
| Německo             |               | spolkový prezident Frank-Walter Steinmeier | spolkový kancléř Olaf Scholz |
| Nizozemsko          |               | král Vilém-Alexandr | Mark Rutte |
| Norsko              |               | král Harald V. | Jonas Gahr Støre |
| Polsko              |               | prezident Andrzej Duda | Mateusz Morawiecki (do 13. 12.) Donald Tusk (od 13. 12.)                                                                                            |
| Portugalsko         |               | prezident Marcelo Rebelo de Sousa | António Costa |
| Rakousko            |               | spolkový prezident Alexander Van der Bellen | spolkový kancléř Karl Nehammer |
| Rumunsko            |               | prezident Klaus Iohannis | Nicolae Ciucă (do 12. 6.) Cătălin Predoiu (12. 6. – 15. 6., zatímní) Marcel Ciolacu (od 15. 6.)                                                     |
| Rusko               |               | prezident Vladimir Putin | Michail Mišustin |
| Řecko               |               | prezidentka Katerina Sakellaropulosová | Kyriakos Mitsotakis (do 25. 5.) Ioannis Sarmas (25. 5. – 26. 6., zatímní) Kyriakos Mitsotakis (od 26. 6.)                                           |
| San Marino          |               | kapitáni – regenti Maria Luisa Berti a Manuel Ciavatta (do 1. 4.) kapitáni – regenti Alessandro Scarano a Adele Tonniniová ( 1. 4 - 1. 10.) kapitáni – regenti Filippo Tamagnini a Gaetano Troina (od 1. 10.) | Maria Luisa Berti a Manuel Ciavatta (do 1. 4.) Alessandro Scarano a Adele Tonniniová (1. 4 - 1. 10.) Filippo Tamagnini a Gaetano Troina (od 1. 10.) |
| Severní Makedonie   |               | prezident Stevo Pendarovski | Dimitar Kovačevski |
| Slovensko           |               | prezidentka Zuzana Čaputová | Eduard Heger (do 15. 5.) Ľudovít Ódor (15. 5. – 25. 10.) Robert Fico (od 25. 10.)                                                                   |
| Slovinsko           |               | prezidentka Nataša Pircová Musarová | Robert Golob |
| Spojené království  |               | král Karel III. | Rishi Sunak |
| Srbsko              |               | prezident Aleksandar Vučić | Ana Brnabićová |
| Španělsko           |               | král Filip VI. Španělský | Pedro Sánchez |
| Švédsko             |               | král Karel XVI. Gustav | Ulf Kristersson |
| Švýcarsko           |               | prezident Alain Berset | Alain Berset |
| Ukrajina            |               | prezident Volodymyr Zelenskyj | Denys Šmyhal |
| Vatikán             |               | papež František | státní sekretář Pietro Parolin předseda governorátu Fernando Vérgez Alzaga                                                                          |

## Severní a Střední Amerika
| Název státu               | Státní vlajka | Hlava státu | Předseda vlády                                                                |
| ------------------------- | ------------- | --- | ----------------------------------------------------------------------------- |
| Antigua a Barbuda         |               | král Karel III. – generální guvernér Sir Rodney Williams                                                                                            | Gaston Browne                                                                 |
| Bahamy                    |               | král Karel III. – generální guvernér Sir Cornelius Smith (do 1. 9.) generální guvernérka Cynthia Prattová (od 1. 9.)                                | Philip Davis                                                                  |
| Barbados                  |               | prezidentka Sandra Masonová | Mia Mottleyová                                                                |
| Belize                    |               | král Karel III. – generální guvernérka Froyla Tzalamová                                                                                             | Johnny Briceño                                                                |
| Dominika                  |               | prezident Charles Savarin (do 2. 10.) prezidentka Sylvanie Burtonová (od 2. 10.)                                                                    | Roosevelt Skerrit                                                             |
| Dominikánská republika    |               | prezident Luis Abinader | Luis Abinader                                                                 |
| Grenada                   |               | král Karel III. – generální guvernérka Dame Cécile La Grenadeová                                                                                    | Keith Mitchell                                                                |
| Guatemala                 |               | prezident Alejandro Giammattei | Alejandro Giammattei                                                          |
| Haiti                     |               | dočasný prezident Ariel Henry | Ariel Henry                                                                   |
| Honduras                  |               | prezidentka Xiomara Castrová | Xiomara Castro                                                                |
| Jamajka                   |               | král Karel III.– generální guvernér Sir Patrick Allen                                                                                               | Andrew Holness                                                                |
| Kanada                    |               | král Karel III. – generální guvernérka Mary Simonová                                                                                                | Justin Trudeau                                                                |
| Kostarika                 |               | prezident Rodrigo Chaves | Rodrigo Chaves                                                                |
| Kuba                      |               | prezident Miguel Díaz-Canel | Manuel Marrero                                                                |
| Mexiko                    |               | prezident Andrés Manuel López Obrador | Andrés Manuel López Obrador                                                   |
| Nikaragua                 |               | prezident Daniel Ortega | Daniel Ortega                                                                 |
| Panama                    |               | prezident Laurentino Cortizo | Laurentino Cortizo                                                            |
| Salvador                  |               | prezident Nayib Bukele zastupující prezidentka Claudia Rodríguez de Guevara (od 1. 12.)                                                             | Nayib Bukele zastupující prezidentka Claudia Rodríguez de Guevara (od 1. 12.) |
| Spojené státy americké    |               | prezident Joe Biden | Joe Biden                                                                     |
| Svatá Lucie               |               | král Karel III. – dočasný generální guvernér Errol Charles                                                                                          | Philip J. Pierre                                                              |
| Svatý Kryštof a Nevis     |               | král Karel III. – generální guvernér Sir Samuel Weymouth Tapley Seaton (do 31. 1.), generální guvernérka Dame Marcella Althea Liburdová (od 31. 1.) | Terrance Drew                                                                 |
| Svatý Vincenc a Grenadiny |               | král Karel III. – generální guvernérka Dame Susan Douganová                                                                                         | Ralph Gonsalves                                                               |
| Trinidad a Tobago         |               | prezidentka Paula-Mae Weekesová (do 20. 3.) prezidentka Christine Kangalová (od 20. 3.)                                                             | Keith Rowley                                                                  |

## Jižní Amerika
| Název státu | Státní vlajka | Hlava státu                                                                  | Předseda vlády                                           |
| ----------- | ------------- | ---------------------------------------------------------------------------- | -------------------------------------------------------- |
| Argentina   |               | prezident Alberto Fernández (do 10. 12.) prezident Javier Milei (od 10. 12.) | Alberto Fernández (do 10. 12.) Javier Milei (od 10. 12.) |
| Bolívie     |               | prezident Luis Arce                                                          | Luis Arce                                                |
| Brazílie    |               | prezident Luiz Inácio Lula da Silva                                          | Luiz Inácio Lula da Silva                                |
| Ekvádor     |               | prezident Guillermo Lasso (do 23. 11.) prezident Daniel Noboa (od 23. 11.)   | Guillermo Lasso (do 23. 11.) Daniel Noboa (od 23. 11.)   |
| Guyana      |               | prezident Irfaan Ali                                                         | Mark Phillips                                            |
| Chile       |               | prezident Gabriel Boric                                                      | Gabriel Boric                                            |
| Kolumbie    |               | prezident Gustavo Petro                                                      | Gustavo Petro                                            |
| Paraguay    |               | prezident Mario Abdo Benítez (do 15. 8.) prezident Santiago Peña (od 15. 8.) | Mario Abdo Benítez (do 15. 8.) Santiago Peña (od 15. 8.) |
| Peru        |               | prezidentka Dina Boluarteová                                                 | Alberto Otárola                                          |
| Surinam     |               | prezident Chan Santokhi                                                      | Chan Santokhi                                            |
| Uruguay     |               | prezident Luis Alberto Lacalle Pou                                           | Luis Alberto Lacalle Pou                                 |
| Venezuela   |               | prezident Nicolás Maduro dočasný prezident Juan Guaidó (do 5. 1.)            | Nicolás Maduro Juan Guaidó (do 5. 1.)                    |

## Oceánie
| Název státu                  | Státní vlajka | Hlava státu | Předseda vlády                                                                                |
| ---------------------------- | ------------- | --- | --------------------------------------------------------------------------------------------- |
| Austrálie                    |               | král Karel III. – generální guvernér David Hurley | Anthony Albanese                                                                              |
| Federativní státy Mikronésie |               | prezident David Panuelo (do 11. 5.) prezident Wesley W. Simina (od 11. 5.)                                                                                   | David Panuelo (do 11. 5.) Wesley W. Simina (od 11. 5.)                                        |
| Fidži                        |               | prezident Ratu Wiliame Katonivere | Sitiveni Rabuka                                                                               |
| Kiribati                     |               | prezident Taneti Maamau | Taneti Maamau                                                                                 |
| Marshallovy ostrovy          |               | prezident David Kabua | David Kabua                                                                                   |
| Nauru                        |               | prezident Russ Kun (do 30. 10.) prezident David Adeang (od 30. 10.)                                                                                          | Russ Kun (do 30.10.) David Adeang (od 30. 10.)                                                |
| Nový Zéland                  |               | král Karel III. – generální guvernérka Cindy Kiro | Jacinda Ardernová (do 25. 1.) Chris Hipkins (25. 1. – 27. 10.) Christopher Luxon (od 27. 10.) |
| Palau                        |               | prezident Surangel Whipps Jr. | Surangel Whipps Jr.                                                                           |
| Papua Nová Guinea            |               | král Karel III.– generální guvernér Bob Dadae (do 28. 2.) dočasný generální guvernér Job Pomat (od 28. 2. - 15. 3.) generální guvernér Bob Dadae (od 15. 3.) | James Marape                                                                                  |
| Samoa                        |               | náčelník Va'aletoa Sualauvi II. | Naomi Mata'afa                                                                                |
| Šalomounovy ostrovy          |               | král Karel III. – generální guvernér David Vunagi | Manasseh Sogavare                                                                             |
| Tonga                        |               | král Tupou VI. | Siaosi Sovaleni                                                                               |
| Tuvalu                       |               | král Karel III. – generální guvernér Tofiga Vaevalu Falani                                                                                                   | Kausea Natano                                                                                 |
| Vanuatu                      |               | prezident Nikenike Vurobaravu | Ishmael Kalsakau (do 4. 9.) Sato Kilman ( 4. 9. - 6. 9.) Charlot Salwai (od 6. 9.)            |

## Státy se sporným mezinárodním uznáním
| Název státu      | Státní vlajka | Hlava státu                  | Předseda vlády                                       |
| ---------------- | ------------- | ---------------------------- | ---------------------------------------------------- |
| Abcházie         |               | prezident Aslan Bžanija      | Aleksandr Ankvab                                     |
| Jižní Osetie     |               | prezident Alan Gaglojev      | Konstantin Džussojev                                 |
| Kosovo           |               | prezidentka Vjosa Osmaniová  | Albin Kurti                                          |
| Náhorní Karabach |               | prezident Arajik Harutjunjan | státní ministr Gurgen Nersisjan                      |
| Severní Kypr     |               | prezident Ersin Tatar        | Ünal Üstel                                           |
| Palestina        |               | prezident Mahmúd Abbás       | Muhammad Ištaja                                      |
| Tchaj-wan        |               | prezidentka Cchaj Jing-wen   | Su Čen-čchang (do 31. 1.) Čchen Ťien-žen (od 31. 1.) |
| Západní Sahara   |               | prezident Brahim Ghali       | Bouchraya Hammoudi Bayoun                            |